# Prezident Slovenské republiky
Prezident Slovenské republiky je hlavou Slovenské republiky, kterou reprezentuje navenek i uvnitř. Svým rozhodováním zabezpečuje řádný chod ústavních orgánů.

## Pravomoci prezidenta Slovenské republiky
Prezident především zastupuje Slovensko navenek, dojednává a ratifikuje mezinárodní smlouvy. Tuto svou pravomoc může přenést na vládu (a do nynějška tak učinili všichni slovenští prezidenti). Přijímá, pověřuje a odvolává vedoucí diplomatických misí.
- svolává ustavující schůzi NR SR.
- může rozpustit NR SR
- podepisuje zákony
- jmenuje vládu a další státní funkcionáře, soudce, profesory, generály atd.
- uděluje vyznamenání
- odpouští a zmírňuje tresty
- vyhlašuje referendum
- je hlavním velitelem ozbrojených sil
- vyhlašuje válku (na základě rozhodnutí NR SR) a uzavírá mír, nařizuje mobilizaci ozbrojených sil, vyhlašuje válečný stav nebo výjimečný stav atd.

### Další pravomoci a výsady
Prezident má právo udělovat milost a vyhlašovat amnestii. Prezidentovi patří nejvyšší třídy všech státních vyznamenání s výjimkou Řádu bílého dvojkříže, který se uděluje jenom cizincům, a  Medaile prezidenta Slovenské republiky. Prezident vyhlašuje referendum, pokud se na něm třípětinovou většinou usnese Národní rada Slovenské republiky nebo pokud peticí požádá alespoň 350 000 občanů. Prezident má právo předkládat návrhy na zahájení jednání před Ústavním soudem. Prezident rovněž podává zprávu o stavu země.

## Volba prezidenta Slovenské republiky
Způsob volby prezidenta je upravený především v Ústavě, v článcích 101 až 107 a v zákoně č. 46/1999 Z.z. o způsobu volby prezidenta Slovenské republiky, o lidovém hlasování o jeho odvolání a o doplnění některých dalších zákonů.
Prezidenta Slovenské republiky volí slovenští občané v přímých volbách tajným hlasováním na pět let. Právo volit prezidenta mají občané, kteří mají právo volit do Národní rady. Kandidáta na prezidenta navrhuje nejméně 15 poslanců NR SR nebo aspoň 15 000 občanů, na základě petice. Návrh musí být odevzdán předsedovi NR SR nejpozději 21 dní od vyhlášení voleb. Za prezidenta může být zvolený každý občan, který je volitelný do NR SR a v den voleb dosáhl věk 40 let.
Za prezidenta je zvolený kandidát, který získá nadpoloviční většinu platných hlasů oprávněných voličů. Pokud ani jeden kandidát nezíská potřebnou většinu, koná se do 14 dní druhé kolo voleb. Do druhého kola postupují dva kandidáti, kteří získali v prvním kole nejvyšší počet hlasů.
Zvolený kandidát se ujímá funkce složením slibu před zákonodárnou komorou, Národní radou, do rukou předsedy Ústavního soudu v poledne v den, kdy má skončit volební období předcházejícího prezidenta. Stejná osoba může být zvolená nejvíce ve dvou po sobě následujících obdobích.